# 绍尔考德凯赖斯图尔
绍尔考德凯赖斯图尔，是匈牙利贝凯什州所辖的一个村。总面积35.30平方公里，总人口1578，人口密度44.7人/平方公里（2011年1月1日）。